# Campioni italiani assoluti di atletica leggera - 10000 metri piani maschili
Questa pagina raccoglie un elenco di tutti i campioni italiani dell'atletica leggera nelle specialità dei 10 000 metri piani, dall'edizione dei campionati del 1913 fino ad oggi.
La gara dei 10 000 m piani fu inserita nel programma dei campionati a partire dall'edizione del 1913. Da allora ha continuato a far parte del programma delle gare dei campionati.

## Albo d'oro
| Anno      | Atleta (società)                                         | Prestazione            |
| --------- | -------------------------------------------------------- | ---------------------- |
| 1906/1912 | Gara non in programma                                    | Gara non in programma  |
| 1913      | Carlo Martinenghi Internazionale FBC Milano              | 34'05"3/5(m)           |
| 1914      | Carlo Speroni Società Ginnastica Pro Patria et Libertate | 32'34"3/5(m)           |
| 1915      | Edizioni non disputate                                   | Edizioni non disputate |
| 1916      | Edizioni non disputate                                   | Edizioni non disputate |
| 1917      | Edizioni non disputate                                   | Edizioni non disputate |
| 1918      | Edizioni non disputate                                   | Edizioni non disputate |
| 1919      | Augusto Maccario Sport Club Virtus Genova                | 33'08"0(m)             |
| 1920      | Carlo Speroni Società Ginnastica Pro Patria et Libertate | 33'05"1/5(m)           |
| 1921      | Carlo Speroni Società Ginnastica Pro Patria et Libertate | 32'31"2/5(m)           |
| 1922      | Primo Brega Società Podistica Lazio                      | 33'13"0(m)             |
| 1923      | Costante Lussana Centro Sportivo Carabinieri             | 32'30"0(m)             |
| 1924      | Carlo Speroni Società Ginnastica Pro Patria et Libertate | 34'29"0(m)             |
| 1925      | Carlo Speroni Società Ginnastica Pro Patria et Libertate | 32'28"3/5(m)           |
| 1926      | Francesco Maj ?                                          | 33'17"2/5(m)           |
| 1927      | Luigi Rossini ?                                          | 33'12"0(m)             |
| 1928      | Giuseppe Robino Gruppo Sportivo FIAT                     | 32'20"4/5(m)           |
| 1929      | Giuseppe Robino Gruppo Sportivo FIAT                     | 33'10"0(m)             |
| 1930      | Giuseppe Robino Gruppo Sportivo FIAT                     | 32'36"3/5(m)           |
| 1931      | Angelo Malachina ?                                       | 18 p.                  |
| 1932      | Spartaco Morelli Associazione Sportiva Forlì             | 32'51"1/5(m)           |
| 1933      | Angelo Malachina ?                                       | 32'45"3/5(m)           |
| 1934      | Spartaco Morelli Associazione Sportiva Forlì             | 32'59"2/5(m)           |
| 1935      | Giovanni Balbusso Club Ciclistico Udinese                | 32'37"0(m)             |
| 1936      | Giuseppe Beviacqua Unione Sportiva Giordana              | 31'35"8(m)             |
| 1937      | Giuseppe Beviacqua Unione Sportiva Giordana              | 32'05"8(m)             |
| 1938      | Giuseppe Lippi ASSI Giglio Rosso                         | 32'25"0(m)             |
| 1939      | Giuseppe Lippi ASSI Giglio Rosso                         | 32'34"4/5(m)           |
| 1940      | Cristofano Sestini ?                                     | 33'18"0(m)             |
| 1941      | Giovanni Cultrone Gruppo Sportivo Baracca Milano         | 32'08"5(m)             |
| 1942      | Giuseppe Beviacqua Unione Sportiva Giordana              | 31'34"6(m)             |
| 1943      | Giuseppe Beviacqua Unione Sportiva Giordana              | 32'14"0(m)             |
| 1944      | Edizione non disputata                                   | Edizione non disputata |
| 1945      | Alfredo Lazzerini ?                                      | 32'33"0(m)             |
| 1946      | Giuseppe Beviacqua Unione Sportiva Giordana              | 31'43"2(m)             |
| 1947      | Giuseppe Beviacqua Unione Sportiva Giordana              | 31'49"4(m)             |
| 1948      | Giuseppe Beviacqua Unione Sportiva Giordana              | 32'14"0(m)             |
| 1949      | Pietro Balistreri Atletica Partinico Bagheria            | 33'17"4(m)             |
| 1950      | Cristofano Sestini ?                                     | 32'26"2(m)             |
| 1951      | Giacomo Peppicelli Polisportiva Testaccina               | 32'05"8(m)             |
| 1952      | Giacomo Peppicelli Polisportiva Testaccina               | 31'44"8(m)             |
| 1953      | Giacomo Peppicelli Polisportiva Testaccina               | 32'22"8(m)             |
| 1954      | Giovan Battista Martini ?                                | 31'41"2(m)             |
| 1955      | Rino Lavelli Gruppo Sportivo Pirelli                     | 31'28"2(m)             |
| 1956      | Franco Volpi ?                                           | 30'37"2(m)             |
| 1957      | Francesco Perrone ?                                      | 31'05"2(m)             |
| 1958      | Antonio Ambu Lilion SNIA Varedo                          | 30'43"8(m)             |
| 1959      | Franco Volpi ?                                           | 30'05"8(m)             |
| 1960      | Luigi Conti ?                                            | 29'43"2(m)             |
| 1961      | Franco Antonelli Gruppo Sportivo FIAT                    | 30'41"6(m)             |
| 1962      | Antonio Ambu Lilion SNIA Varedo                          | 30'52"4(m)             |
| 1963      | Luigi Conti ?                                            | 31'08"8(m)             |
| 1964      | Antonio Ambu Lilion SNIA Varedo                          | 30'31"0(m)             |
| 1965      | Antonio Ambu Lilion SNIA Varedo                          | 29'40"0(m)             |
| 1966      | Antonio Ambu Lilion SNIA Varedo                          | 30'12"4(m)             |
| 1967      | Antonio Ambu Lilion SNIA Varedo                          | 29'44"0(m)             |
| 1968      | Antonio Ambu Lilion SNIA Varedo                          | 30'05"2(m)             |
| 1969      | Giuseppe Cindolo ?                                       | 29'46"8(m)             |
| 1970      | Giuseppe Cindolo ?                                       | 30'07"4(m)             |
| 1971      | Giuseppe Cindolo ?                                       | 29'13"2(m)             |
| 1972      | Giuseppe Cindolo ?                                       | 29'16"8(m)             |
| 1973      | Giuseppe Cindolo ?                                       | 29'28"8(m)             |
| 1974      | Giuseppe Cindolo ?                                       | 29'21"0(m)             |
| 1975      | Giuseppe Cindolo ?                                       | 28'51"6(m)             |
| 1976      | Venanzio Ortis Gruppo Sportivo Fiamme Oro                | 29'38"0(m)             |
| 1977      | Luigi Zarcone CUS Palermo                                | 28'02"3                |
| 1978      | Venanzio Ortis Gruppo Sportivo Fiamme Oro                | 28'55"6                |
| 1979      | Luigi Zarcone CUS Palermo                                | 29'03"0                |
| 1980      | Claudio Solone Centro Sportivo Carabinieri               | 28'55"0                |
| 1981      | Alberto Cova Pro Patria Milano                           | 28'59"74               |
| 1982      | Alberto Cova Pro Patria Milano                           | 29'08"60               |
| 1983      | Loris Pimazzoni Atletica Riccardi                        | 29'20"25               |
| 1984      | Gianni De Madonna ?                                      | 28'55"67               |
| 1985      | Salvatore Nicosia ?                                      | 28'52"79               |
| 1986      | Francesco Panetta Pro Patria Milano                      | 28'00"20               |
| 1987      | Giuseppe Miccoli ?                                       | 29'22"76               |
| 1988      | Giuseppe Miccoli ?                                       | 28'30"81               |
| 1989      | Massimo Santamaria ?                                     | 29'16"99               |
| 1990      | Graziano Calvaresi ?                                     | 28'54"96               |
| 1991      | Vincenzo Modica Gruppo Sportivo Fiamme Oro               | 28'51"21               |
| 1992      | Paolo Donati ?                                           | 28'46"40               |
| 1993      | Stefano Baldini Calcestruzzi Corradini Excelsior         | 28'25"98               |
| 1994      | Stefano Baldini Calcestruzzi Corradini Excelsior         | 28'46"59               |
| 1995      | Stefano Baldini Calcestruzzi Corradini Excelsior         | 28'14"2                |
| 1996      | Stefano Baldini Calcestruzzi Corradini Excelsior         | 28'19"60               |
| 1997      | Rachid Berradi Gruppo Sportivo Forestale                 | 28'35"61               |
| 1998      | Danilo Goffi Atletica Ponzano                            | 28'29"84               |
| 1999      | Vincenzo Modica Gruppo Sportivo Fiamme Oro               | 29'06"02               |
| 2000      | Daniele Caimmi Gruppi Sportivi Fiamme Gialle             | 28'12"09               |
| 2001      | Stefano Baldini Calcestruzzi Corradini Excelsior         | 28'21"38               |
| 2002      | Stefano Baldini Calcestruzzi Corradini Excelsior         | 28'17"55               |
| 2003      | Marco Bartoletti Golden Club Atletica                    | 28'55"86               |
| 2004      | Marco Mazza Gruppi Sportivi Fiamme Gialle                | 28'56"46               |
| 2005      | Giuliano Battocletti Gruppo Sportivo Valsugana Trentino  | 28'39"26               |
| 2006      | Daniele Meucci Centro Sportivo Esercito                  | 28'44"79               |
| 2007      | Daniele Meucci Centro Sportivo Esercito                  | 29'33"71               |
| 2008      | Stefano La Rosa Centro Sportivo Carabinieri              | 29'52"95               |
| 2009      | Stefano La Rosa Centro Sportivo Carabinieri              | 29'57"29               |
| 2010      | Daniele Meucci Centro Sportivo Esercito                  | 29'49"25               |
| 2011      | Domenico Ricatti Centro Sportivo Aeronautica Militare    | 29'21"84               |
| 2012      | Simone Gariboldi Gruppo Sportivo Fiamme Oro              | 29'14"41               |
| 2013      | Jamel Chatbi Atletica Riccardi                           | 28'56"27               |
| 2014      | Jamel Chatbi Atletica Riccardi                           | 28'14"87               |
| 2015      | Said El Otmani Atletica Reggio                           | 29'22"46               |
| 2016      | Ahmed El Mazoury Gruppi Sportivi Fiamme Gialle           | 28'43"18               |
| 2017      | Ahmed El Mazoury Gruppi Sportivi Fiamme Gialle           | 28'41"24               |
| 2018      | Stefano La Rosa Centro Sportivo Carabinieri              | 28'36"86               |
| 2019      | Lorenzo Dini Gruppi Sportivi Fiamme Gialle               | 28'51"99               |
| 2020      | Osama Zoghlami Centro Sportivo Aeronautica Militare      | 29'07"27               |
| 2021      | Iliass Aouani Atletica Casone Noceto                     | 28'26"38               |
| 2022      | Pietro Riva Gruppo Sportivo Fiamme Oro                   | 28'41"57               |
| 2023      | Pietro Riva Gruppo Sportivo Fiamme Oro                   | 28'21"88               |
| 2024      | Pietro Riva Gruppo Sportivo Fiamme Oro                   | 29'01"33               |
| 2025      | Mauro Dallapiccola Atletica Valle di Cembra              | 30'16"80               |